# كرة القدم في الألعاب الأولمبية الصيفية 2020
بطولة كرة القدم في الألعاب الأولمبية الصيفية 2020 ستقام من 22 يوليو إلى 8 أغسطس 2021 في اليابان.
وبالإضافة إلى مدينة طوكيو المضيفة للاولمبياد، قامت مباريات أيضا في ايباراكي، وسايتاما، وسابورو، وسينداي، ويوكوهاما.
وقد ترسل الجمعيات التابعة للفيفا فرق للمشاركة في البطولة.